# Fon (langue)
Pour les articles homonymes, voir Fon.
Le fon (aussi appelé fon-gbe ou dahoméen ; autonyme : fɔ̀ngbè) est une  langue véhiculaire employée au Bénin, au Nigeria et au Togo. Elle a fait l’objet de plusieurs études linguistiques (phonologie, lexique et syntaxe). Elle appartient au groupe des langues gbe de la famille des langues nigéro-congolaises.
Le fon est l'une des langues majoritaires du Bénin ; il est parlé par une partie non négligeable de la population, principalement dans le sud du pays, notamment dans le plateau d'Abomey, Bohicon, Ouidah, Abomey-Calavi et Cotonou. C'était la langue officielle de l'ancien Royaume du Dahomey (Danxomɛ en fon). Aujourd'hui elle est utilisée par les radios et télévision publiques et privées du Bénin. Elle est employée dans les programmes d'alphabétisation et d'éducation des adultes.
Comme les autres langues gbe, le fon est une langue à tons de type morphologique isolant, c'est-à-dire que les catégories grammaticales sont réalisées par des lexèmes libres et non des morphèmes liés. La syntaxe des phrases suit l'ordre sujet-verbe-objet.
Le mot de cette langue le plus connu sur le plan international est vodun qui a donné le français vaudou et qui signifie « L'Esprit à part » et qui a été acclimaté en Haïti par les Africains déportés.

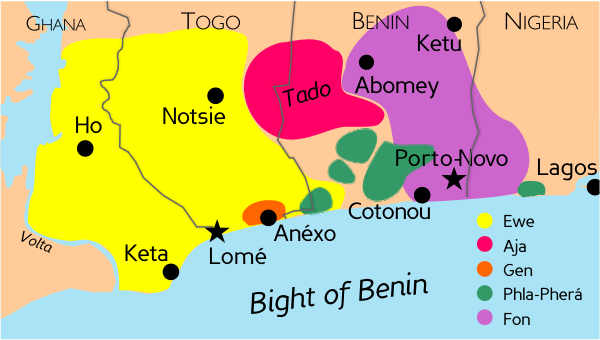
Répartition des principales langues gbe (d'après Capo 1988, 1991).

## Prononciation

### Voyelles
| Antérieur | Central | Postérieur |        |
| --------- | ------- | ---------- | ------ |
| Fermé     | i, ĩ    |            | u, ũ   |
| Mi-fermé  | e, (ẽ)  |            | o, (õ) |
| Mi-ouvert | ɛ, ɛ̃    |            | ɔ, ɔ̃   |
| Ouvert    |         | a, ã       |        |

Les phonèmes /ẽ/ et /õ/ sont toujours prononcés [ɛ̃] et [ɔ̃].

#### Consonnes
|                  | Bilabial | Bilabial | Labio- dental | Labio- dental | Alvéolaire | Alvéolaire | Post- alvéolaire | Post- alvéolaire | Rétroflexe | Rétroflexe | Palatal | Palatal | Vélaire | Vélaire | Labio-vélaire | Labio-vélaire |
| ---------------- | -------- | -------- | ------------- | ------------- | ---------- | ---------- | ---------------- | ---------------- | ---------- | ---------- | ------- | ------- | ------- | ------- | ------------- | ------------- |
| Occlusif         | (p)      | b        |               |               | t          | d          |                  |                  |            | ɖ          |         |         | k       | ɡ       | k͡p            | ɡ͡b            |
| Nasal            | m        | m        |               |               | n          | n          |                  |                  |            |            | ɲ       | ɲ       |         |         |               |               |
| Fricatif         |          |          | f             | v             | s          | z          | ʃ                | ʒ                |            |            |         |         | x       | ɣ       | xʷ            | ɣʷ            |
| Roulé            |          |          |               |               | r          | r          |                  |                  |            |            |         |         |         |         |               |               |
| Spirant          |          |          |               |               |            |            |                  |                  |            |            | j       | j       | w       | w       |               |               |
| Spirant latérale |          |          |               |               | l          | l          |                  |                  |            |            |         |         |         |         |               |               |

La consonne [p] n’est pas phonémique et est uniquement retrouvé dans certains mots d’emprunt. D’autres mots d’emprunt utilisent d’ailleurs son allophone [f].

## Écriture
Le fon s’écrit avec l’alphabet latin. Au Bénin, l’Alphabet des langues nationales publié en 1975, et réédité en 1990, définit les lettres et digrammes utilisés dans l’orthographe fon.
| Majuscule         | A   | B   | C   | D   | Ɖ   | E   | Ɛ   | F   | G   | GB   | H   | I   | J    | K   | KP   | L   | M   | N   | NY  | O   | Ɔ   | P   | R   | S   | T   | U   | V   | W   | X   | Y   | Z   |
| Minuscule         | a   | b   | c   | d   | ɖ   | e   | ɛ   | f   | g   | gb   | h   | i   | j    | k   | kp   | l   | m   | n   | ny  | o   | ɔ   | p   | r   | s   | t   | u   | v   | w   | x   | y   | z   |
| Valeur phonétique | /a/ | /b/ | /c/ | /d/ | /ɖ/ | /e/ | /ɛ/ | /f/ | /ɡ/ | /ɡ͡b/ | /h/ | /i/ | /dʒ/ | /k/ | /k͡p/ | /l/ | /m/ | /n/ | /ɲ/ | /o/ | /ɔ/ | /p/ | /r/ | /s/ | /t/ | /u/ | /v/ | /w/ | /x/ | /j/ | /z/ |

Les voyelles nasalises s’écrivent avec la lettre de la voyelle suivie de la lettre ‹ n ›.
Mahougnon Sinsin a proposé récemment un nouveau système de transcription dénommé Fɔnxwì. Il est élaboré à partir de caractères spéciaux qui se rapprochent des formes stylisées ou simplifiées des caractères égyptiens pharaoniques, en particulier les caractères hiératiques.
| Graphie           | an | ɛn | in | ɔn | un |
| Valeur phonétique | ɑ̃  | ɛ̃  | ĩ  | ɔ̃  | ũ  |

« Bénin'Ganxo » élabore un dictionnaire bilingue fongbé<->français.
Les fonophones béninois utilisent aussi l'alphabet Gbékoun inventé par Togbédji Adigbè Houéssè,.

## Mois de l’année
| En français | En fon       | Signification                                                     |
| ----------- | ------------ | ----------------------------------------------------------------- |
| janvier     | alunsun      | mois de la sécheresse                                             |
| février     | zofinkplɔsun | mois du brûlis                                                    |
| mars        | xwejisun     | mois de la première pluie de l’année                              |
| avril       | lidosun      | mois où on sème le mil                                            |
| mai         | nuxwasun     | mois du sarclage                                                  |
| juin        | ayidosun     | mois où on sème le haricot sec                                    |
| juillet     | liyasun      | mois où on récolte le mil                                         |
| août        | avuvɔsun     | mois du froid                                                     |
| septembre   | zosun        | mois du démarrage de la deuxième saison de culture vivrière       |
| octobre     | kɔnyasun     | mois où on pétrit la terre de barre pour la construction des murs |
| novembre    | abɔxwisun    | mois où le sorgho mûrit                                           |
| décembre    | woosun       | mois de l’harmattan                                               |

## Dictionnaire Français- Fon – A[7]
abeille = wiin
accoucher v. intr. = -jì vǐ
Lisa a accouché. : Lisa jì vǐ.
accueillir quelqu’un v. tr. =   yǐ mɛ ɖé. tr.
j’ai accueilli quelqu’un =  un yi mɛ ɖé
acheter  quelque chose v. tr. = Un xɔ nǔ ɖé
J’ai acheté du poisson au marché. = un xɔ̀ hwévi ɖò aximɛ
agneau = lɛngbɔví
aider quelqu’un v. tr. =  gɔ̌ alɔ̀ nú mɛɖe
Désiré a aidé Véronique à mettre la table. : = Désiré gô alò nou Véronique boni table ôoh ni sògbé.
aigle = hɔ̀n
aiguille n. fém. =  nyɛ̀vǐ
aimer v. tr. =  yǐ wǎn nú
amour =  wanyínyí
Je t’aime. : = un yíwan nu wé
aîné n. masc. =  mɛxó
C’est mon frère aîné. : =  fofo cè (ɖaxó/ mɛxó)
ainsi adv. = mɔ̌
Fais ainsi / = blo gbɔ̀n mɔ̌
air n. masc. / vent = djohon

aller v. intr./ partir = yi
Où vas-tu ? := fitè yi adé?
aller (s’en) v. pron. =
Va t’en ! : =  dhi-dhô!
aller chercher v. tr. =
Va chercher de l’eau. : =woun sign wâ
allumer v. tr. =  tâ
Allume la lampe. : = tâ zogbin
allumé (être) v. intr.
La lampe est allumée. : = zogbin on dò ti-tâ
ami n. masc.  = honton
année n. fém. =  houé
la nouvelle année : = houé yòyò Il a dix ans. : = éh do houé wo
ane = soh kêtêkêtê
ananas n. masc. = anannan
animal n. masc. = kanlign
Le chien est un animal. : = tchoukou òoh kanlign wê
août = avivohssoun
appeler v. tr. =  yôlô
. Appelle- moi Jean. :=   yôlô Jean nou mi Appelle-moi demain (au téléphone). := yôlô mi sò
après-midi n. fém. = gbada
Je viendrai cet après-midi :=  na wâ gbada
araignée = yê / yêglétété
arachide n. fém. = azign
arbre n. masc. =  atign
arête n. fém. =  khou
argent n. masc. = akouwè
Il a beaucoup d’argent. := éh do akouwè guégué
artère = hounvohvovkan / hounvohvohli
arrêter v. tr. = dò-té
Arrêtez de vous disputer. := mi dò hô té
2) [mettre aux arrêts] On a arrêté le voleur. : = yé wli adjotoor
asseoir (s’) v. pron. =  djidjangnii
Assied-toi ici. : = djidjon fii
assis (être) v. intr.
Où est-elle assise ? := fii-tè éh djidjon?
assiette n. fém. = gannou
attendre v. tr. = nonté
Attends ! := nonté !
atterrir v. intr. = djèté
L’avion atterrit. := avion òòh djèté
aujourd’hui adv. = égbé
Aujourd’hui je vais cuisiner du poisson. =  égbé òòh na dà wouévi
aussi adv.
Toi aussi ! = woué déssou!
automobile n. fém. = monto
avec prép. = pkôdo
J’irai au marché avec maman. = nan yii ahimin pkodo maman pkô
avoir v. tr. = dhò
1) [être en possession de] – oun dhò Je n’ai pas de voiture. :=oun dhò monto àh
2) [recevoir] – v. tr. L’enfant a eu. :=viyò yii.
3) [être âgé de] – = oun dhò jean a 18 ans. = jeau dhò houé 18

## Écrivains en langue fon
[réf. nécessaire]
- feu Guéligué Selidji (manuels)
- Benoît Dadaglo Glélé  (traditions historiques)
- Assogba Irénée Fandohan (géographie, contes)
- Roger Gbegnonvi (essais, proverbes, contes)
- Jean Norbert Vignondé (roman, proverbes et contes)
- Michel Ahohounkpanzon (reportages, proverbes)
- Paul C. Hachémè (essais, récits)
- Cossi Boniface GNANGUENON (Thèse de doctorat)
- Philibert Cossi Dossou Yovo (pharmacopée et roman)
- Albert Bienvenu Akoha (traductions, traditions orales)
- Julien Tokoudagaba (poésie)
- feu Antoine Kondo (essais, contes)
- Marcellin Ahissou Dossou (essais)
- Désiré Michel Vigan (essais, traductions)
- feu Arsène Gbaguidi (essais, romans)
- Antoine Comlan Sangronio Mètodjo (reportages, essais)
- Antoinette Mèdo Ahoyo (essais)
- Louise Zohoun (reportages, essais)
- feu RP Georges Hounyèmè (essais, syllabaire)
- RP Théophane Houétchénou
- Emile Kpikpidi (essais, récits)
- RP Romain Daï (pharmacopée, essais, traductions)
- Mathias Agbankponto (essais)
- feu Sylvestre Adanlokonon (récits)
- Gilles Jules Donouvossi (récits, essais)
- Mickael HOUESSIN DEGBO (récits, traduction)
- RP Étienne Soglo (traductions: psaumes)
- RP Barthélemy Adoukonou (traductions, traditions)
- Séverin Marie Kinhou (traductions, essais)
- Eric Adja Houidjihoundé (essais, proverbes, ethnolinguistique)
- Pamphile Boko (proverbes, traductions)
- Augustin K. Agossou-Voyeme (chants, poèmes, traductions)
- Mahougnon Sinsin (Poèmes et réflexions philosophiques)

## Organes de presse écrite en langue Fon (Fɔngbe)
- Misenu Misegbe : « Soyez à l’écoute » [informez-vous] (éditeurs : Service de la Presse Rurale) : à peine 2 numéros parus.
- Wɛnsagun : « le Messager » (éditeur : Service provincial de l’alphabétisation et de presse rurale du Zou) : un seul numéro paru.
- Aceji : « Soyez en état de vigilance » (éditeur : Service provincial de l’alphabétisation et de presse rurale du Zou)
- Sedonyɔnwi : « écouter pour connaître » (éditeur : Service provincial de l’alphabétisation et de la presse rurale de l’Atlantique) : une collection des numéros parus se trouve dans le fonds documentaire du Labo Gbe (inter) à Gadomè (ville de Comé) à 60 km de Cotonou allant vers Lomé.
- Ablɔɖe : « liberté, indépendance » : journal du laboratoire du Prof. Toussaint Yaovi Tchitchi (Université d’Abomey-Calavi (République du Bénin)[Voir : http://www.ablode.bj.refer.org/article.php3?id_article=38]
- Nuwaɖokpɔ : « agir ensemble : coopérative » (éditeur :ex- société béninoise de palmier à huile dont le siège était à Porto-Novo). Plusieurs numéros parus.